# Malásia nos Jogos Olímpicos de Verão de 2012
A Malásia competiu nos Jogos Olímpicos de Verão de 2012, que aconteceram na cidade de Londres, no Reino Unido, de 27 de julho até 12 de agosto de 2012.

## Desempenho

### Atletismo
Masculino
| Atleta      | Evento          | Preliminar | Preliminar | Quartas-de-final | Quartas-de-final | Semifinal | Semifinal | Final       | Final       |
| Atleta      | Evento          | Marca      | Posição    | Marca            | Posição          | Marca     | Posição   | Marca       | Posição     |
| ----------- | --------------- | ---------- | ---------- | ---------------- | ---------------- | --------- | --------- | ----------- | ----------- |
| Hup Wei Lee | Salto em altura | 2,16m      | 30º        |                  |                  |           |           | Não avançou | Não avançou |

### Badminton
Masculino
| Atleta                       | Prova   | Ronda dos 64           | Ronda dos 32           | Ronda dos 16           | Quartos-finais         | Semifinais             | Final                  | Final |
| Atleta                       | Prova   | Adversário e resultado | Adversário e resultado | Adversário e resultado | Adversário e resultado | Adversário e resultado | Adversário e resultado | Pos.  |
| ---------------------------- | ------- | ---------------------- | ---------------------- | ---------------------- | ---------------------- | ---------------------- | ---------------------- | ----- |
| Lee Chong Wei                | Simples |                        |                        |                        |                        |                        |                        |       |
| Koo Kien Keat Tan Boon Heong | Duplas  |                        |                        |                        |                        |                        |                        |       |

Feminino
| Atleta      | Prova   | Ronda dos 64           | Ronda dos 32           | Ronda dos 16           | Quartos-finais         | Semifinais             | Final                  | Final |
| Atleta      | Prova   | Adversário e resultado | Adversário e resultado | Adversário e resultado | Adversário e resultado | Adversário e resultado | Adversário e resultado | Pos.  |
| ----------- | ------- | ---------------------- | ---------------------- | ---------------------- | ---------------------- | ---------------------- | ---------------------- | ----- |
| Tee Jing Yi | Simples |                        |                        |                        |                        |                        |                        |       |

Misto
| Atleta                      | Prova  | Ronda dos 64           | Ronda dos 32           | Ronda dos 16           | Quartos-finais         | Semifinais             | Final                  | Final |
| Atleta                      | Prova  | Adversário e resultado | Adversário e resultado | Adversário e resultado | Adversário e resultado | Adversário e resultado | Adversário e resultado | Pos.  |
| --------------------------- | ------ | ---------------------- | ---------------------- | ---------------------- | ---------------------- | ---------------------- | ---------------------- | ----- |
| Chan Peng Soon Goh Liu Ying | Duplas |                        |                        |                        |                        |                        |                        |       |

### Natação
Feminino
| Atletas      | Evento      | Eliminatórias | Eliminatórias | Semifinal | Semifinal | Final       | Final       |
| Atletas      | Evento      | Tempo         | Posição       | Tempo     | Posição   | Tempo       | Posição     |
| ------------ | ----------- | ------------- | ------------- | --------- | --------- | ----------- | ----------- |
| Cai Lin Khoo | 800 m livre | 8min51s18     | 30º           |           |           | Não avançou | Não avançou |

### Tiro com arco(4 atletas)
| Atleta                                                | Prova                | Rodada de classificação | Rodada de classificação | Ronda dos 64                                   | Ronda dos 32                               | Ronda dos 16                                  | Quartos-finais                       | Semifinais             | Final                  | Final       |
| Atleta                                                | Prova                | Placar                  | Pos.                    | Adversário e resultado                         | Adversário e resultado                     | Adversário e resultado                        | Adversário e resultado               | Adversário e resultado | Adversário e resultado | Pos.        |
| ----------------------------------------------------- | -------------------- | ----------------------- | ----------------------- | ---------------------------------------------- | ------------------------------------------ | --------------------------------------------- | ------------------------------------ | ---------------------- | ---------------------- | ----------- |
| Khairul Anuar Mohamad                                 | Individual masculino | 669                     | 20º                     | MAS C. Sian V 2-0, 0-2, 0-2, 2-0, 2-0          | CHN Y. Xing V 0-2, 1-1, 2-0, 2-0, 0-2, 1-0 | GBR L. Godfrey V 2-0, 1-1, 0-2, 0-2, 2-0, 1-0 | JPN T. Furukawa D 0-2, 0-2, 2-0, 0-2 | Não avançou            | Não avançou            | Não avançou |
| Haziq Kamaruddin                                      | Individual masculino | 654                     | 48º                     | KAZ D. Gankin D 2-0, 0-2, 0-2, 2-0, 0-2        | Não avançou                                | Não avançou                                   | Não avançou                          | Não avançou            | Não avançou            | Não avançou |
| Cheng Chu Sian                                        | Individual masculino | 658                     | 45º                     | MAS K. Anuar Mohamad D 0-2, 2-0, 2-0, 0-2, 0-2 | Não avançou                                | Não avançou                                   | Não avançou                          | Não avançou            | Não avançou            | Não avançou |
| Cheng Chu Sian Haziq Kamaruddin Khairul Anuar Mohamad | Equipes              | 1981                    | 10º                     |                                                |                                            | MEX México D 211-216                          | Não avançou                          | Não avançou            | Não avançou            | Não avançou |
| Nurul Syafiqah Hashim                                 | Individual feminino  | 599                     | 60º                     | TPE C-E. Lin D 2-0, 0-2, 0-2, 0-2              | Não avançou                                | Não avançou                                   | Não avançou                          | Não avançou            | Não avançou            | Não avançou |